# Іменє (Моравче)
Іменє (словен. Imenje) — поселення в общині Моравче, Осреднєсловенський регіон, Словенія. 
Висота над рівнем моря: 382,6 м.